# Robin Page
Robin Frederick Page (Londen, 2 november 1932 – Canada, 12 mei 2015) was een Brits-Canadees kunstschilder en beeldhouwer. Als professor was hij verbonden aan diverse Duitse academies voor de kunsten.
Page raakte bekend als een van de voormannen van kunstbeweging Fluxus en was de oprichter van de kunstbeweging Jape Art. Hij werkte onder zijn eigen naam, maar ook onder het pseudoniem Bluebeard. Als kunstenaar beschikte Page over veel talenten: hij was onder meer cartoonist, muzikant, kunstschilder, steendrukker, beeldhouwer en podiumkunstenaar. Zijn werk wordt veelal gekenmerkt door absurdisme en satire, waarbij met name de kunstwereld (en niet in de laatste plaats de kunstenaar zèlf) op de hak genomen wordt. Ondanks het grote vakmanschap van zijn werk en deelname aan Documenta -de belangrijkste tentoonstelling van actuele beeldende kunst ter wereld- kreeg Page tijdens zijn leven echter nooit volledige erkenning voor zijn werk. Waar Page wel erkenning voor kreeg was zijn invloed op de muziek, hij wordt gezien als de grondlegger van het guitar smashing in de popmuziek.
Tijdens zijn leven exposeerde Page voornamelijk in west-Europa. Daar trad hij ook het meeste op.
Werken van Page maken deel uit van de collecties van onder meer de Kunsthalle Bremen, Museum Abteiberg, de Staatsgalerie Stuttgart en de Austrian Ludwig Foundation for Art and Science.

## Biografie
Page' leven speelt zich af tussen de vroege jaren '30 van de 20e eeuw tot halverwege de jaren '10 van de 21e eeuw. Ruim een halve eeuw lang hield hij zich bezig met kunst, waarbij Page zich veelal in de progressieve voorhoede van de kunst bevond.

### De jaren '30: Opgroeien in Canada

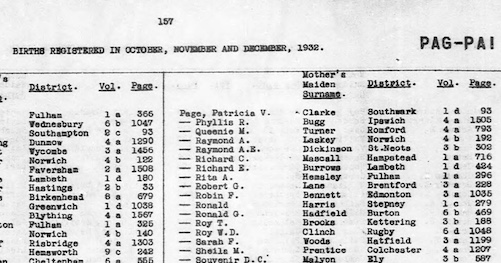
Geboorteregistratie van Robin Page

De jaren '30 kenmerken zich door de crisis van de jaren 30 als gevolg van de beurskrach van 1929. De gevolgen zouden het gehele decennium merkbaar blijven.
Desondanks zag men in de jaren 1930 een toename aan nieuwe technologieën, vooral op het gebied van intercontinentale luchtvaart, radio en film. In de kunst bevindt de art-deco-beweging zich op zijn hoogtepunt.
In 1932 werd in de Londense wijk Edmonton Robin Page geboren als zoon van Peter Carter-Page en zijn vrouw Audrey Bennet. Peter Carter-Page, afkomstig uit de hogere middenklasse, was een humorist en cartoonist die zich rond 1925 in Victoria, Canada vestigde.
Vijf jaar na de geboorte van Robin verhuisde het gezin naar California, waar Peter Carter-Page in de Disney-studio's in Hollywood werkte als animator. Disney -of breder: het genre animatiefilm- had in dat jaar net een mijlpaal bereikt met de film Sneeuwwitje en de zeven dwergen, de eerste in de lange reeks animatiefilms van The Walt Disney Company.

### De jaren '40: Oorlogsjaren als tienerjaren
De Tweede Wereldoorlog en de nasleep daarvan bestempelen de jaren '40. Rusland en de VS groeien door de oorlog uit als wereldmachten. George Orwell schreef in die jaren zijn allegorische Animal Farm, waarin hij de koude oorlog lijkt aan te kondigen. Door de oorlogsindustrie ontstaan nieuwe technologieën, zoals computers, kernenergie en straalaandrijving. In de beeldende kunst markeert de Tweede Wereldoorlog het aanbreken van het laat-modernisme.
Tijdens de oorlogsjaren werd Robins vader weliswaar opgeroepen voor de dienstplicht, maar de Disney-studio's riepen hem terug om instructiefilms voor oorlogsdoeleinden te gaan maken. Zo maakte hij de instructiefilm Stop That Tank! waarin met behulp van cartoons en videomateriaal de Boys MK.1 Anti Tank Rifle gedemonstreerd wordt. Page kon op jonge leeftijd zien dat ernst en humor samen konden gaan: de film bevat meerdere komische animaties.
Na de oorlog verhuisde het gezin Page terug naar Canada, waar het huwelijk van Peter en Audrey eindigde. Peter hertrouwde na enkele jaren met ene Rose. In 1949 moest vader Peter voor zijn werk naar Vancouver verhuizen; Robin ging met hem mee en zou aan de Vancouver School of Art gaan studeren. De Vancouver School of Art was een kunstacademie voor zowel beeldende kunst als podiumkunsten.

### De jaren '50: Het gezin Page naar Europa
De jaren '50 staan in het teken van het existentialisme in de kunst. In het existentialisme en het daarvan afgesplitste absurdisme -met denkers als respectievelijk Sartre en Camus- liggen dan ook de wortels van het werk van Page.
Robin Page verbleef in vrijwel de gehele jaren '50 in Canada; hij zou er tot 1959 blijven wonen. Zijn studie aan de Vancouver School of Art zou hij er echter niet afmaken. Page werd namelijk van de kunstacademie gestuurd omdat hij een professor had geslagen; “He was King Shit of Turd Island” gaf Page als verklaring.
De jaren '50 waren voor Page ook de jaren van gezinsvorming. Hij trouwde in 1955 met fotografe Raissa Smilis, met wie hij een dochter (Rachel) kreeg. In 1959 verhuisde Page met zijn gezin terug naar Europa. Kort daarop zou zijn huwelijk op de klippen lopen.
Eenmaal terug in Europa leefde daarbij veelal een nomadenbestaan en maakte straatmuziek met onder andere Peter Golding, de latere uitvinder van de designer jeans, in Parijs. Page begaf hij zich al snel in het gezelschap van het internationale netwerk van Fluxus-kunstenaars, zoals Robert Filliou, Dieter Roth, Dorothy Iannone, Daniel Spoerri, Ben Vautier, enz. Eind jaren '50, begin jaren '60 was Fluxus nog een los verband van progressieve multidisciplinaire kunstenaars, die hun draai in de kunstwereld niet konden vinden.

### De jaren '60: Fluxus

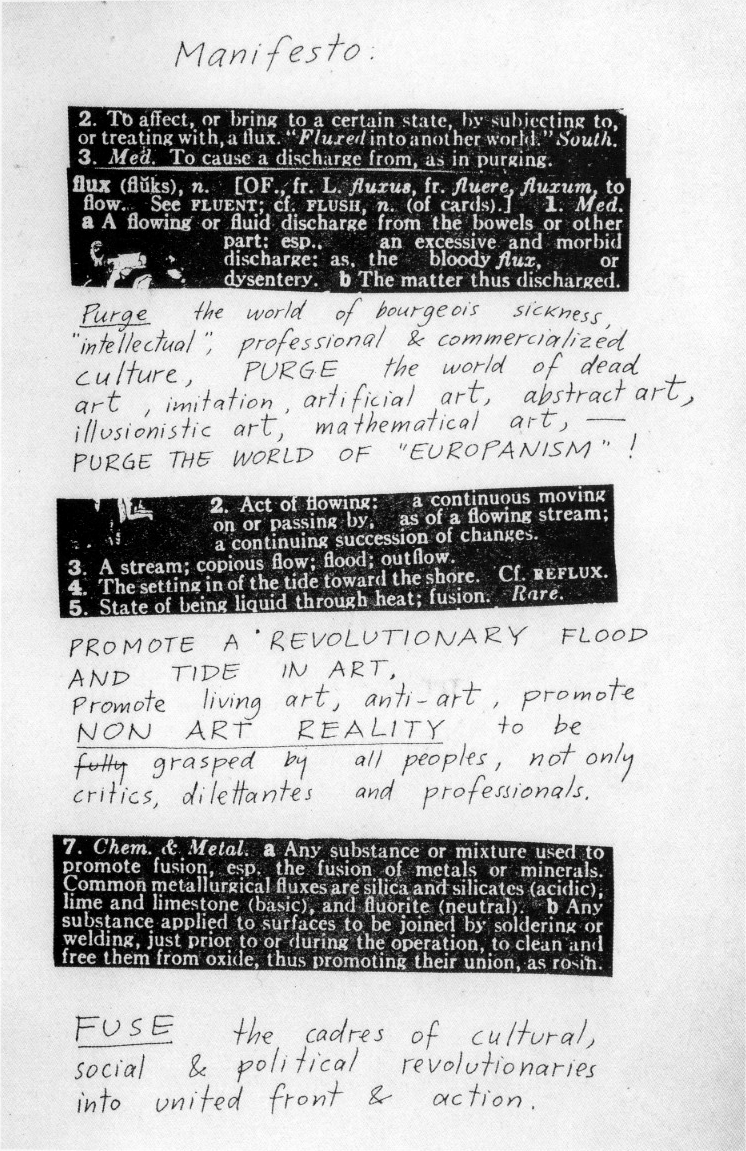
Het Fluxus-manifest

In de jaren zestig ontstaat rond de rock 'n roll de eerste jeugdcultuur. Aanvankelijk leefde het gevoel dat dit één ongedeelde groep is die ageert tegen de volwassen cultuur. Maar al heel snel versplintert de jeugdcultuur in diverse jeugdsubculturen. Binnen de kunst ontstaat Fluxus, een kunststroming die wordt getypeerd als de meest radicale en experimentele kunstbeweging van de jaren zestig.
In 1961 keerde Peter Carter-Page ook terug naar Europa, om voor het Engelse Pelham Puppets marionetten te ontwerpen. In datzelfde jaar werd de term "Fluxus", waar de kunst van Robin Page vaak mee geassocieerd wordt, door George Maciunas geïntroduceerd. Pas in 1964 kreeg Fluxus echt gestalte en groeide in de jaren daarop uit tot een kunstbeweging.
Robin Page, actief binnen Fluxus, zou tot 1969 in Parijs (waar hij samenwerkte met Jean Tinguely), Londen en Leeds woonachtig zijn.
Rond 1965 richtte Page in Leeds zelf een eigen kunstbeweging op, Jape Art genaamd. Jape Art wilde de conventionele opvattingen over kunst ondermijnen door er (visuele) grappen over te maken. Deze beweging bestond maar kort; Patrick Hughes, zijn leerling Les Coleman, Tony Earnshaw, Trevor Winkfield en Glen Baxter maakten er ook deel van uit. In Leeds werd Page actief in het onderwijs; hij doceerde aan de Leeds College of Art. Robins vader, na een stukgelopen huwelijk teruggekeerd naar Canada, overleed in 1967 aan de gevolgen van keelkanker.

### De jaren '70: Succes in Duitsland

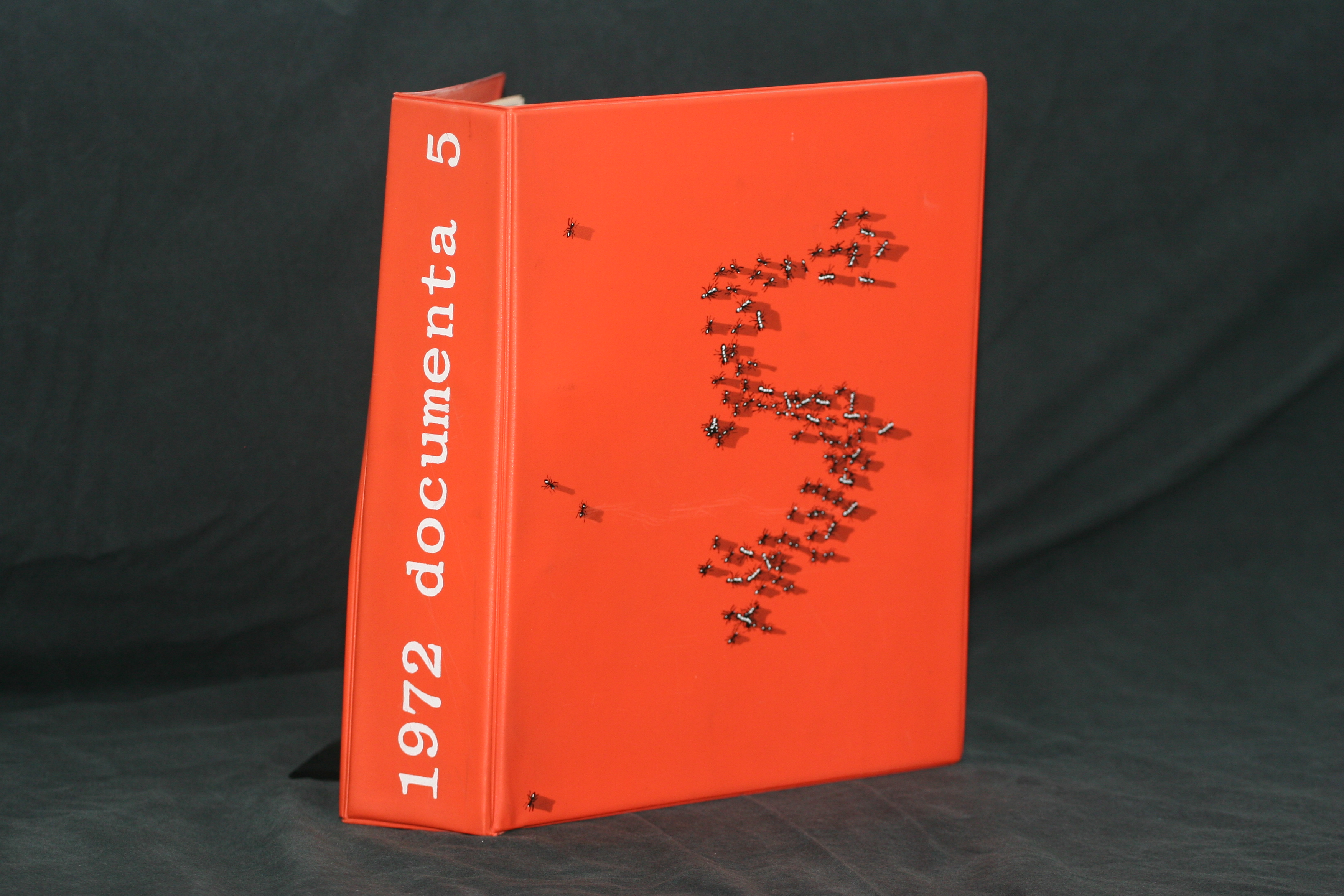
Catalogus van Documenta 5 uit 1972

Van 1970 tot 1978 woont Page in Düsseldorf en Keulen en van 1978 tot en met 1980 in West-Berlijn. Tijdens de jaren '70 bevindt Page zich in de Duitse kunstwereld, waar zijn succes het grootste was; hij verschijnt er zelfs meerdere keren op tv. In 1972, voor het project "Standing on my own head", deed Page een oproep aan de kijker om met dit thema een tekening van Page te maken en op te sturen naar de studio. Bijna 3.000 inzendingen kwamen binnen. In dat jaar zou hij ook meedoen aan het prestigieuze Documenta 5, de belangrijkste tentoonstelling van actuele beeldende kunst in de wereld.
In zijn Duitse jaren exposeerde Page ook over de grens, zo was zijn werk begin 1975 in het Lijnbaancentrum in Rotterdam te zien.
Eind jaren '70, begin jaren '80 was hij er, al dan niet in samenwerking met de kunstschilder Ernst Fuchs, op televisie te zien voor tekenprogramma's op de WDR. Page werd eind jaren '70 ook gevraagd als gastprofessor.

### De jaren '80: Transformatie tot Bluebeard
In 1981 verhuist Page naar München, om er professor te worden aan de Akademie der Bildenden Künste München. Als op een gegeven moment een student zijn baard blauw verft, noemt Page zichzelf Bluebeard. Vanaf 1987 tot aan zijn dood hield Page die artiestennaam aan. Hij verzon een mythe hoe hij aan de naam kwam en beweerde dat "he died Robin Page and gone to Bluebeard". "Died" is hier een humoristische woordspeling die zowel op het verven van zijn baard kan slaan, als het laten sterven van de persoon Robin Page. Met de transformatie tot Bluebeard leek Page ook afscheid te willen nemen van zijn Fluxus-periode, getuige het schilderij Saved from Fluxus by the Power of Bluebeard.

### De jaren '90: Bluebeard AMuseum en ziekte
De reeks schilderijen die hij maakte onder de noemer "Bluebeard AMuseum" (1990) kreeg breed lovende kritieken. De schilderijen waren voor het eerst te zien tijdens "Fluxus Fluxorum", een officiële side-show van de toonaangevende internationale kunstmanifestatie "La Biennale di Venezia" van 1990.
Nadat vast werd gesteld dat Page aan maculadegeneratie leed, verhuisde hij in of rond 1995 naar Canada. Het idee was om te blijven pendelen tussen Europa en Canada, maar van dat plan kwam niet veel meer terecht. Page' carrière raakte daarop langzaam in het slop, alhoewel hij in de jaren '90 nog wel actief was als professor.

### De jaren '00: PostGlobalBluebeard
Nadat in 2006 zijn tweede vrouw Carol Hodgkins overleed, verhuisde Page nog eenmaal om in de buurt van zijn dochter te kunnen wonen.
In 2007 plaatste hij, zichtbaar ziek, op zijn YouTubekanaal PostGlobalBluebeard een reeks performances en liet hij Bluebeard herleven. De filmpjes op YouTube werden echter nauwelijks bekeken − Page zelf was inmiddels al aan het collectief geheugen ontsnapt; hij nam door de loop der jaren echter nog wel deel aan exposities -veelal in Fluxus-verband- bij diverse musea in Europa.

### De jaren '10: Het doek valt
Page leed aan longkanker; op 12 mei 2015 overleed hij aan de gevolgen hiervan. Bij zijn dood leek 'het volk' hem te zijn vergeten. Zijn (ex-)studenten echter herdachten hem door een tentoonstelling aan Robin Page te wijden onder de titel A tribute to Robin Page.

## Typering van zijn kunst
De kunstwerken van Page kunnen gezien worden als een typische exponent van de Fluxus-stroming: het bevat elementen uit de 'anti-art', is een voortzetting van het dadaïsme en legt de nadruk op het evenement als een kunstwerk (binnen Fluxus een Happening of een action event genoemd). Page heeft verschillende van dit soort Happenings uitgevoerd, bijvoorbeeld het maken van een krijtportret van Joseph Beuys. Joseph Beuys was de meest bekende representant van Fluxus op dat moment; Page beeldde hem af compleet met bedelnap, op de stoep voor de National Gallery.

### Page' visie op Fluxus
Page had zijn eigen kijk op Fluxus en was meer gericht op de lach dan serieus-zijn. Page lijkt de Fluxus-beweging ook niet heel erg serieus te nemen, getuige zijn uitspraak:
Fluxus was an invented name by George Maciunas for what everyone had been doing in the 1960's
Desondanks was hij zich wel bewust van de implicaties en invloeden van het Neo-Dadaïsme op zijn werk.

### Page na Fluxus
In 1970 verliet Page de Fluxus-beweging en verhuisde naar Duitsland. Daar begon hij zijn stijl te verfijnen en was hij een van de eerste kunstenaars die humor gebruikte als een middel om het toen heersende idee van 'goede smaak' in de kunstwereld openlijk op de hak te nemen. Met zijn kolderachtige humor reduceert Page ogenschijnlijk de kunst tot een triviale aangelegenheid, maar doet dat tegelijkertijd op een manier die getuigt van een groot en breed vakmanschap: hij kon onder meer beeldhouwen in hout en marmer, maakte litho's, schilderijen, deed aan videokunst en meer. Met zijn werkwijze daagt Page de kijker uit: is het enkel humor of zit er meer achter? Page speelt vaak met dat thema. Zo is op een van de schilderijen uit de reeks Hey Whildon Page zelf te zien met een pop op schoot die een karikatuur van zichzelf lijkt te zijn. Page stelt de vraag: "Hey, Whildon, waarom heeft humor de ernst nooit vervangen als de meest respectabele culturele houding?" waarop de pop Whildon antwoordt: "Omdat mensen het niet kunnen faken!"

## Happenings en Action Events
De Happenings en Action Events van Page dateren uit zijn Fluxus-periode. Van de vele happenings die Page organiseerde, hebben een aantal grote indruk gemaakt.

### Merry Christmas '66
Tijdens het evenement Merry Christmas '66 lag Page in zijn huis geheel naakt op de vloer. Het publiek mocht kerstcadeaus over zijn naakte lichaam strooien, totdat deze geheel bedekt was. Page bedankte iedereen op een soortgelijke manier als Yoko Ono deed tijdens haar Cut Piece-evenement in 1965, maar dan omgekeerd: waar het publiek bij Ono haar kleren weg moest knippen, moest het bij Page zorgen dat hij weer bedekt werd. De humor en satire in dit werk is een typisch voorbeeld van de werkwijze van Page.

### Krow I
In 1966 nam Page, samen met onder meer Gustav Metzger, Otto Muehl, Wolf Vostell en Yoko Ono deel aan het Destruction in Art Symposium (DIAS) in Londen. Het symposium trok belangstelling van zowel de internationale pers als de internationale kunstwereld. Het hoofddoel was volgens het persbericht het volgende:

The main objective of DIAS was to focus attention on the element of destruction in Happenings and other art forms, and to relate this destruction in society.

Daags voor het symposium voerde Page de happening Krow I (I work, achterstevoren) op. In een boekwinkel bikte Page een gat in een betonnen vloer, zogenaamd om zich een weg te banen naar Australië. Hij kwam echter niet verder dan een waterleiding die onder de vloer liep. Toen deze lek raakte vulde het gat in de vloer zich met water, wat een enorme chaos veroorzaakte. De Belgische kunstenaar Jean Toche was er zo door ontdaan dat hij zijn medewerking aan DIAS opzegde.
Naast de opvoering van Know I zou Page ook nog op een andere wijze een bijdrage leveren aan DIAS: samen met Juan Hidalgo Codorniu en Raphael Montañez Ortiz zou hij een debat voeren onder de titel "To Kill or not to Kill".

### Guitar Pieces
Guitar Pieces was een happening tijdens het Festival of Misfits. Het Festival of Misfits werd in Londen gehouden van 23 oktober tot 8 november 1962 en vond plaats in het Institute of Contemporary Arts. Op het programma stond een avond met action music (intuïtieve multimedia-performances, waarin spontane en geplande interactie centraal staat ). Het hoogtepunt van deze avond was de uitvoering van Guitar Pieces van Robin Page.
Anders dan de naam Guitar Pieces suggereerde waren er tijdens deze happening geen echte muziekstukken (pieces) voor gitaar te horen, maar was het de gitaar zelf die aan stukken (into pieces) geschopt werd.
De kunsthandelaar en dichter Victor Musgrave beschreef de happening als volgt:
Getooid met een glimmende zilveren valhelm en zijn gitaar omarmd, klaar om te spelen, wachtte Robin een paar ogenblikken voordat hij het op het podium gooide en het in het publiek trapte, door het gangpad de trappen af Dover Street in. Het effect was dramatisch, de toeschouwers stonden op en renden achter hem aan terwijl hij de wijk rondrende, daarbij koortsachtig trappend tegen de uiteenvallende gitaar. De nachtelijke hemel lichtte onheilspellend door bliksemschichten op; het was dezelfde dag waarop de wereld in ijzige spanning gadesloeg hoe Kennedy en Chroesjtsjov de confrontatie aangingen over Cuba.
"Guitar Pieces" wordt erkend als de directe inspiratiebron voor de scène in de film Blow-Up van Antonioni, waarin een band hun instrumenten sloopt. Ook inspireerde deze happening Pete Townshend van The Who, die op zijn beurt Jimi Hendrix weer inspireerde.
In 1990 verwerkte Page de gebeurtenis -inclusief kapot getrapte gitaar- in een driedimensionaal werk, welke nu deel uitmaakt van de collectie van het MUMOK.

## Muziek
De invloed van Page op de muziek beperkt zich niet alleen tot het baanbrekende guitar smashing.
Robin Page hield zich ook bezig met het maken van muziek. Toen hij in Keulen woonde, had hij daar zijn eigen opnamestudio. Het werd de basis voor het label Pyramid Records, welke een reputatie zou opbouwen voor het uitbrengen van ambitieuze en innovatieve underground albums. Er werden vijftien albums in vier jaar tijd (tussen 1972 en 1976) uitgegeven en slechts in zeer beperkte oplage. Page werkte in die tijd samen met zijn vriend Toby Robinson. Robinson, ook bekend als The Mad Twiddler of Genius P. Orridge, is een welbekende artiest onder krautrock-liefhebbers.

## Professoraat

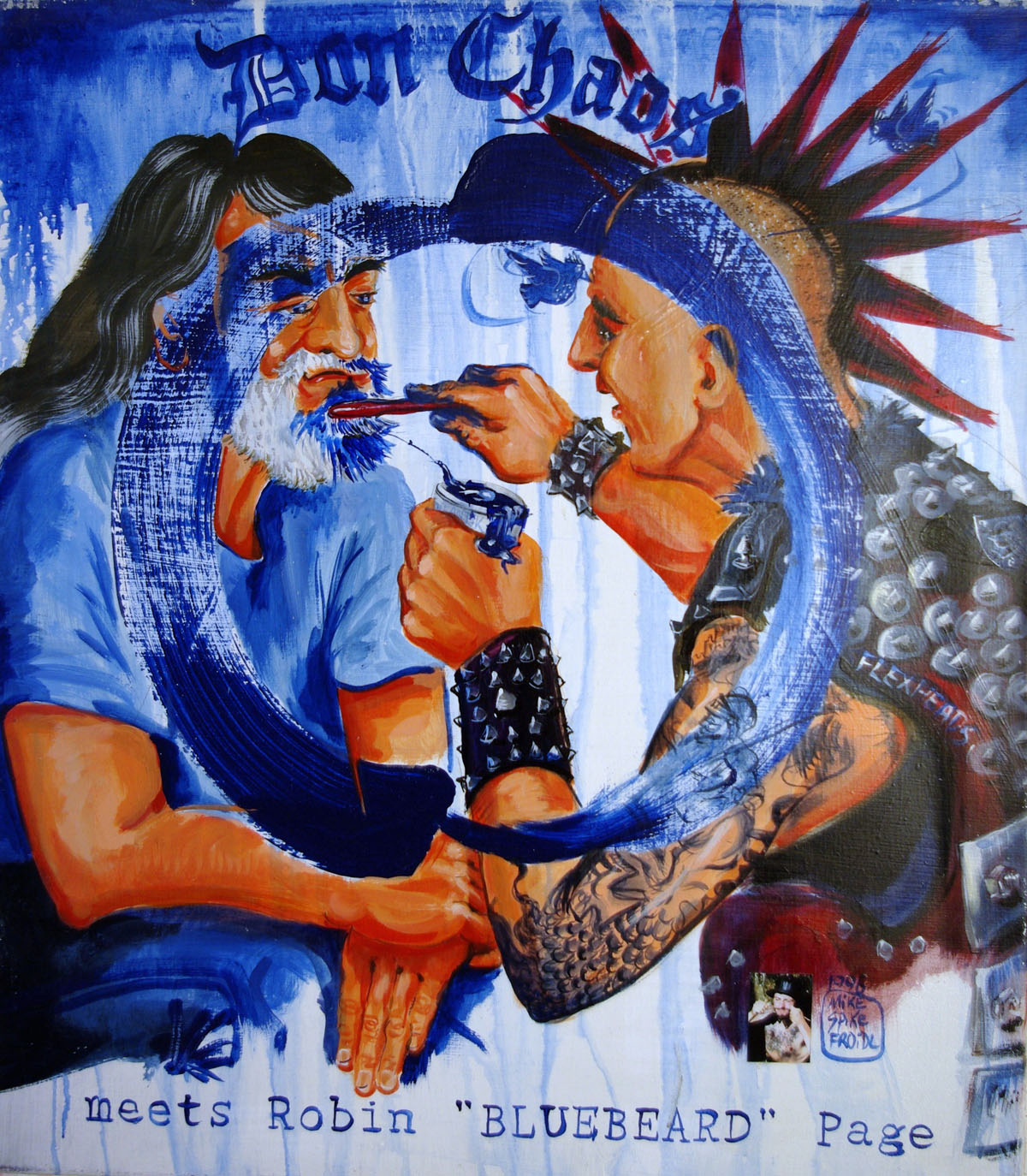
Mike Spike Froidl meets Robin "Bluebeard" Page

Page begon zijn carrière in het onderwijs als gastdocent aan de High Wycombe College of Technology and Art en de Coventry College of Art van 1963 tot 1965. Daarna werd hij Senior Lecturer aan de Leeds College of Art, van 1965 tot 1970. In Duitsland werd hij in 1978 gastprofessor aan de Universität Duisburg-Essen. Omdat de Akademie der Bildenden Künste München in 1981 zich internationaler wilde profileren, werd Page samen met Eduardo Paolozzi aangetrokken, waarmee de Akademie voor het eerst professoren uit de Amerikaanse en Engelse kunstscene kreeg. Page zou tot 1998 als Professor of Painting and Graphics aan de Akademie verbonden blijven. Daarnaast was hij vanaf 1986 als Professor of Painting aan de Internationale Sommerakademie für Bildende Kunst Salzburg verbonden.
Zijn leerlingen waren onder meer Thomas Hager, WON ABC, Zhao Yongbo en Mike Spike Froidl. Het was Froidl die in 1987 Page zijn sneeuwwitte baard blauw verfde, waarna Page zichzelf Bluebeard noemde. Froidl heeft deze gebeurtenis later op een van zijn schilderijen afgebeeld.

## Overzicht van Happenings / Action Events
- 1962: The Door, London. Art Indicator, London. Guitar Piece, Misfits Concert, ICA, London. Simultaneous Document of the Space Flight of American Astronaut Walter Shira, London.
- 1963: Plant Piece, Little festival of New Music, Londen. Two Stones London and the Fluxus Festival, Nice. Wrap-up, BBC, New Comment, Londen. The Measurement of Motivation, Londen.
- 1965: Eclipse, Theatre Royal, Stratford, Londen.
- 1966: Krow I, Destruction in Art Symposium, London. Beach Boxes, Scarborough. Merry Christmas '66, Leeds.
- 1967: Action Lecture on War, Cardiff. Protest March, Leeds.
- 1968: Professor Protozoa's Mini Majestic Bilou Road Show Yeah, City of London Festival. The Wild Man of Woburn, Woburn Abbey. Event for Liz, St. Valentine's Eve, Bradford. Concert of Experimental Music, Commonwealth Institute, Londen.

## Overzicht van Tentoonstellingen

### Solo-tentoonstellingen
- 1969: Art Intermedia, Keulen
- 1971: Eat Art Gallery, Düsseldorf
- 1972: Galerie Muller, Keulen
- 1973: Kunstverein, Keulen; Galerie Muller, Stuttgart; Galerie Gunter Sachs, Hamburg
- 1974: Galerie Foncke, Gent; Salon de Mai, Paris (de tentoonstelling reisde door naar Braunschweig en het Lijnbaancentrum, Rotterdam[36][37]); Kunsthalle Düsseldorf[38]
- 1975: Gallery Allen, Vancouver
- 1977: Junior Galerie, Goslar, Duitsland; Galerie Vallois, Parijs
- 1979: Galerie Redmann, Sylt; Akademie der Künste, Berlijn
- 1980: Galerie Redmann, Berlijn; Galerie Redmann at ART'80, Basle; Kunsthalle, Darmstadt
- 1982: Kunstverein Augsburg
- 1993: Galerie Klewan, München
- 1995, 2000 & 2002: Gallery Hundertmark, Las Palmas de Gran Canaria[39]

### Tentoonstellingen in groepsverband
- 1953: Young West Coast Painters, Vancouver
- 1954: West Coast Hard Edge, Seattle
- 1962: Festival of Misfits, Gallery One, Londen; Richmond Jazz Festival
- 1963: Ten Year Show, Gallery One, Londen
- 1964 Cross Section, City Gallery, Leicester; About Round, University of Leeds
- 1965: 45th Summer Exhibition, Redfern Gallery, London; Structures Vivantes, Redfern Gallery, Londen; Then & Now, Park Square Gallery, Leeds.
- 1966: Form& Image, City Museum, Leeds; Destruction in Art Symposium, Leeds
- 1967: Concrete/Spatial Poetry, The Midland Group Gallery, Nottingham
- 1969: Amadou in A, Antwerpen
- 1970: Happenings & Fluxus, Kunstverein, Keulen
- 1972: Szene Rhein-Ruhr, Museum Folkwang, Essen; Documenta 5, Kassel; Freunde des Museums Sammeln (Collections of the Friends of the Museum), Museum Folkwang, Essen
- 1973: 6th International Triennial of Coloured Graphic Prints, Grenchen Galerie Muller, Keulen
- 1990: Fluxus-tentoonstelling, Biënnale van Venetië, Venetië
- 2002: Fluxus und Freunde 2002, Neues Museum Weserburg, Bremen
- 2005: FLUXUS und Freunde, Kloster Unser Lieben Frauen, Maagdenburg
- 2008: Fluxus Scores and Instructions, Museum of Contemporary Art, Roskilde

## Overzicht van publicaties
- 1995: Bluebeard: junior fluxus. Happenings and events for kids. Keulen: Ed. Hundertmark.

- Gemeinsame Normdatei: 11873900X
- International Standard Name Identifier: 0000 0000 7858 9629
- Library of Congress Control Number: n88653324
- Système universitaire de documentation: 263147800
- Union List of Artist Names: 500107658
- Virtual International Authority File: 96485935
- WorldCat: E39PBJyhg7yXhyRyX9yhD8jgrq